# Indochina Airlines
Indochina Airlines was een private luchtvaartmaatschappij van Vietnam en is opgericht als staatsbedrijf in april 2008.

## Bestemmingen
Vietnam Airlines voert lijnvluchten uit naar:(november 2008)
Binnenland:
- Đà Nẵng, Hanoi, Ho Chi Minhstad.

## Vloot
De vloot van Vietnam Airlines bestaat uit:(november 2008)
- 2 Boeing 737-800.